# Ojo de Agua de Pastores
Ojo de Agua de Pastores är en ort i Mexiko.   Den ligger i kommunen Lagunillas och delstaten Michoacán de Ocampo, i den södra delen av landet, 240 km väster om huvudstaden Mexico City. Ojo de Agua de Pastores ligger 2 052 meter över havet och antalet invånare är 497.
Terrängen runt Ojo de Agua de Pastores är huvudsakligen kuperad. Ojo de Agua de Pastores ligger nere i en dal. Runt Ojo de Agua de Pastores är det tätbefolkat, med 493 invånare per kvadratkilometer. Närmaste större samhälle är Acuitzio del Canje, 8,9 km sydost om Ojo de Agua de Pastores. I omgivningarna runt Ojo de Agua de Pastores växer huvudsakligen savannskog.